# Movimientos neo-völkisch
Los movimientos neo-völkisch , como los define el historiador Nicholas Goodrick-Clarke, abarcan una amplia variedad de grupos radicalmente etnocentristas que emergieron, especialmente en el mundo anglófono, desde de la Segunda Guerra Mundial. Estos movimientos intentan revivir o imitar el movimiento alemán völkisch del siglo XIX, en su afirmación defensiva del nacionalismo blanco identitario contra la modernidad, el liberalismo, la inmigración, y el multiculturalismo.
Algunos se identifican como grupos neo-fascistas o neonazis; otros están politizados sobre una forma de ultranacionalismo palingenético, y pueden mostrar tendencias anarquistas. Es notable la prevalencia de formas de devoción con temáticas esotéricas o neopaganas, por lo que usualmente los movimientos neo-völkisch son considerados como nuevos movimientos religiosos.
Se encuentran incluidos dentro de estos grupos, desde las escuelas de pensamiento del conservadurismo revolucionario, (Nouvelle Droite, Evolianos) hasta interpretaciones supremacistas blancas de la cristiandad (Identidad Cristiana, Movimiento de la Creatividad), y los grupos neonazis (ocultismo nazi, satanismo nazi o el black metal nacional-socialista).